# Pierric Poupet
Pierric Poupet (Mont-Saint-Aignan, 18 agosto 1984) è un ex cestista e allenatore di pallacanestro francese.